# Родригес, Эван
Эван Родригес (англ. Evan Rodrigues; род. 28 июля 1993, Этобико) — канадский хоккеист, нападающий клуба «Флорида Пантерз». Двукратный обладатель Кубка Стэнли (2023, 2024) в составе «Флориды».

## Карьера

### Клубная

#### OJHL и HE
На юниорском уровне выступал за команду «Джордтаун Рейдерс»;за два сезона заработал 105 очков (41+64).
На студенческом уровне выступал за команду «Бостон Юниверсити Терьерс», представляющую Бостонский университет; по итогам сезона 2014/15 он набрал 61 очко и стал вторым по результативности игроком и дважды назвался игроком месяца в лиге.

#### НХЛ
22 апреля 2015 года подписал двухлетний контракт с клубом «Баффало Сейбрз». Он был переведён в фарм-клуб «Рочестер Американс», за который отыграл почти весь сезон. Отыграл в том сезоне за «Баффало» только две игры; 8 апреля 2016 года в матче с «Нью-Йорк Айлендерс» (4:3 ОТ) забросил первую шайбу в карьере и отдал передачу на Брайна Джионту.
27 июля 2017 года продлил с клубом контракт на два года.
25 июля 2019 года продлил соглашение с клубом на один год. В дедлайн 24 февраля 2020 года он был обменян вместе с Конором Шири в «Питтсбург Пингвинз» на Доминика Кахуна.
25 августа 2020 года с группой игроков был обменян в «Торонто», но не подписав контракт и став свободным агентом вернулся в «Питтсбург» и подписал контракт на один год.
2 января 2022 года в мачте с «Сан-Хосе Шаркс» оформил первый хет-трик в карьере; матч закончился победой «пингвинов» 8:5.
12 сентября 2022 года подписал в качестве свободного агента однолетний контракт с «Колорадо Эвеланш».
По окончании сезона стал свободным агентом и 2 июля 2023 года перешёл во «Флориду Пантерз», подписав с командой четырёхлетний контракт.

## Достижения

### Командные
| Год        | Команда         | Достижение                 | Достижение |
| ---------- | --------------- | -------------------------- | ---------- |
| 2024, 2025 | Флорида Пантерз | Обладатель Кубка Стэнли(2) |            |

## Статистика
| Легенда | Легенда                    | Легенда | Легенда                   | Легенда | Легенда    |
| ------- | -------------------------- | ------- | ------------------------- | ------- | ---------- |
| И       | Количество проведённых игр | Штр     | Штрафное время            | +/−     | Плюс-минус |
| Г       | Голы                       | П       | Голевые передачи          | О       | Очки       |
| -       | Статистика неизвестна      | —       | Статистика не учитывалась |         |            |